# Oranżówka naziemna

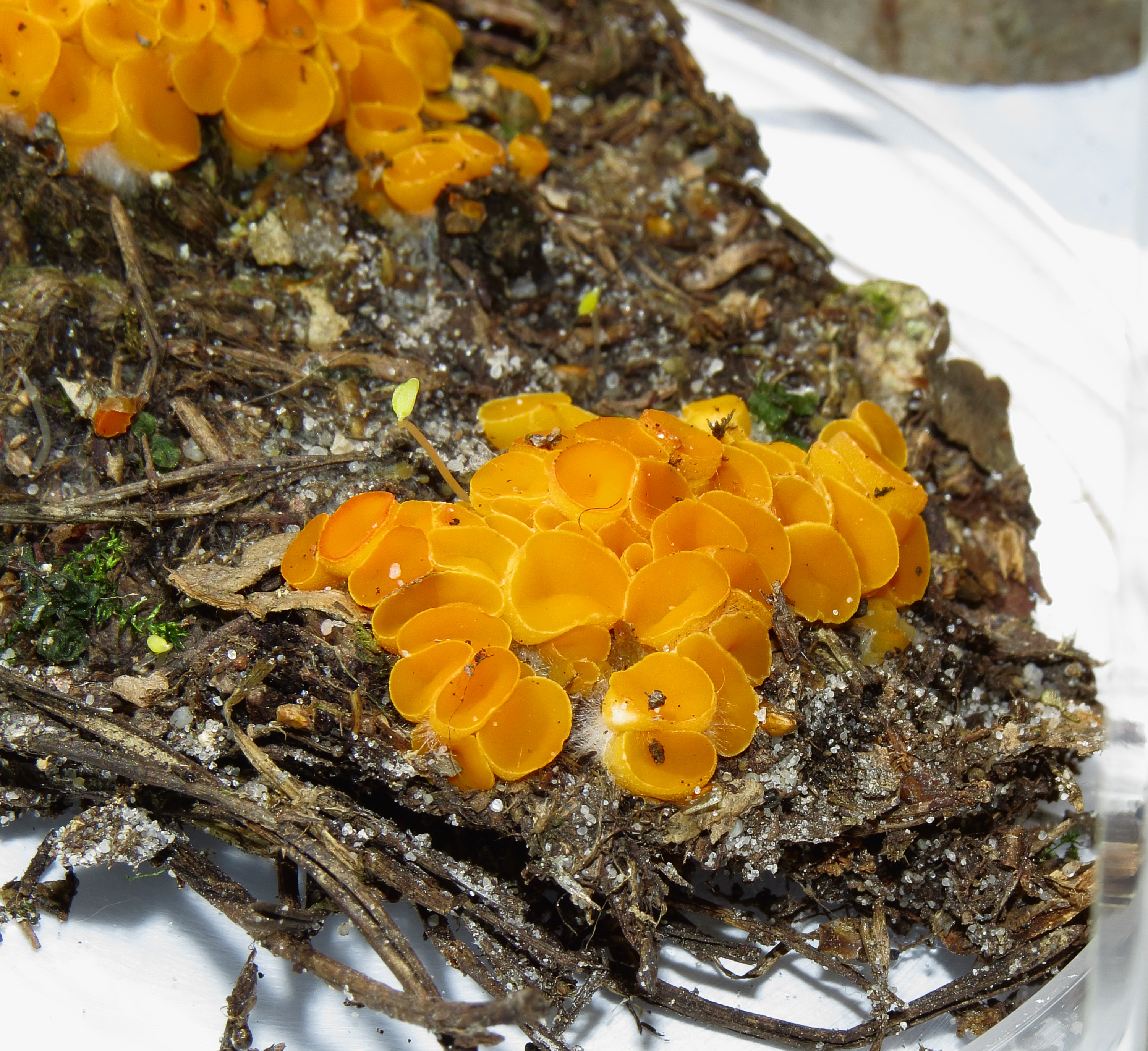
Owocniki dojrzałe

Oranżówka naziemna (Byssonectria terrestris (Alb. & Schwein.) Pfister) – gatunek grzybów z rodziny Pyronemataceae.

## Systematyka i nazewnictwo
Pozycja w klasyfikacji według Index Fungorum: Byssonectria, Pyronemataceae, Pezizales, Pezizomycetidae, Pezizomycetes, Pezizomycotina, Ascomycota, Fungi.
Po raz pierwszy takson ten opisali w 1805 r. Johannes Baptista von Albertini i Lewis David von Schweinitz, nadając mu nazwę Theleborus terrestris. Obecną, uznaną przez Index Fungorum nazwę nadał mu w 1993 r. Donald H. Pfister.
Synonimy:
- Sphaerobolus terrestris (Alb. & Schwein.) W.G. Sm. 1922
- Thelebolus terrestris Alb. & Schwein. 1805[2].

Nazwa polska na podstawie rekomendacji Komisji ds. Nazewnictwa Grzybów.

## Morfologia
Tworzy gęste skupiska jasnożółtych lub pomarańczowych owocników, początkowo w postaci kulistej, później w trakcie dojrzewania przekształcających się w typowe, miseczkowate apotecja, zwykle o średnicy do 3 mm, wyjątkowo do 5 mm. Osadzone są na krótkich trzoneczkach, brzegi miseczek są gładkie. Górna powierzchnia (hymenialna) wytwarza zarodniki, dolna, niepłodna jest nieco bledsza i szorstka. Początkowo apotecja są koliste, ale w miarę wzrostu ich rozmiarów ulegają stłoczeniu i zniekształceniu.
Worki 185–200 × 10–13 µm, z 8 zarodnikami i wąskimi wstawkami (parafizami) o skręconych końcach. Zarodniki wrzecionowate, gładkie z zaokrąglonymi końcami, 20–27 × 8–10 μm; z dwoma dużymi gutulami i często kilkoma mniejszymi.
Ważną wskazówką do rozpoznania tego gatunku jest jego miejsce występowania (na odchodach zwierząt). Jednak jest kilka podobnych gatunków kustrzebkowców występujących na odchodach. Do pewnej identyfikacji gatunku niezbędne są badania mikroskopowe.

## Występowanie i siedlisko
Byssonectria terrestris występuje w północnej części Ameryki Północnej, Europie, azjatyckich terenach Rosji i w Australii. W Polsce po raz pierwszy stanowiska tego gatunku podano w 2019 r. w Puszczy Knyszyńskiej. Aktualne stanowiska tego gatunku podaje także internetowy atlas grzybów. Znajduje się w nim na liście gatunków zagrożonych i wartych objęcia ochroną.
Grzyb saprotroficzny występujący na ziemi, także grzyb koprofilny rozwijający się na dobrze zgniłych odchodach jelenia wśród szczątków roślinnych, często obok naruszonych ścieżek. Gatunek ten zidentyfikowano również na spalonym drewnie iglastym. Podaje się, że jego rozwojowi sprzyja wysoki poziom azotu i wysokie pH.